# Parksiedlung
Die Parksiedlung ist ein Stadtteil von Ostfildern, der auf Nellinger Gemarkung liegt. Der Ort liegt im Landkreis Esslingen in der Mitte von Ostfildern zwischen den Stadtteilen Ruit, Scharnhauser Park und Nellingen mit Blick ins Neckartal. Im Norden folgen die Esslinger Stadtteile Pliensauvorstadt und Zollberg.

## Geschichte
Auf Privminiatureum des Hauses Württemberg wurde 1956 begonnen, eine Siedlung „Weiler Park“ im Erbbaurecht zu bauen. Ziel war es, den Heimatvertriebenen und Flüchtlingen sowie den Wohnungssuchenden der Region modernen Wohnraum zur Verfügung zu stellen. Viele Gebäude wurden als Sozialer Wohnungsbau errichtet. Städteplaner und Architekt fast aller Gebäude war Dr.-Ing. Karl Georg Siegler (1913–1991), der eine Wohnsiedlung im Grünen konzipiert hatte. Das Gelände wurde bereits 1956 als Ortsteil von Nellingen in „Parksiedlung“ umbenannt. Die ersten Häuser wurden 1957 bezogen. Auf insgesamt 41,7 Hektar entstand bis etwa 1970 in mehreren Bauabschnitten eine Siedlung mit über 1.000 Wohneinheiten. Neben Geschossbauten, Reihenhäusern und Villen wurden auch Ladengeschäfte, Kirchen, Kindergärten und eine Schule erbaut. Seit 2006 ist die Parksiedlung ein eigenständiger Stadtteil von Ostfildern.
Nachdem sich das Bild der Parksiedlung in den ersten 40 Jahren nur unwesentlich verändert hatte, sollte sie ab dem Jahr 2016 um ein Neubaugebiet mit Reihen- und Mehrfamilienhäusern am nordöstlichen Rand ergänzt werden. Dieses Vorhaben wurden jedoch nach Klagen von Anwohnern 2017 durch den Verwaltungsgerichtshof in Mannheim gestoppt. Eine veränderte Planung mit der Bezeichnung „Parksiedlung Nord-Ost 2“ und nunmehr fünf mehrgeschossigen Wohnblocks wurde im November 2020 durch eine Mehrheit im Gemeinderat beschlossen.
1971 erreichte die Parksiedlung mit 4.200 Einwohnern ihren höchsten Bevölkerungsstand, was sich durch die fast zeitgleich erfolgte Besiedlung innerhalb von etwas mehr als zehn Jahren zunächst im West- und später im Ostteil erklärt. Diese so entstandene etwas einseitige Bevölkerungsstruktur führte dazu, dass in den Folgejahren die erwachsenen Kinder wegzogen und die Älteren zurückblieben. 2007 lebten dort rund 2.800 Einwohner. Durch einen spürbaren Generationenwechsel in vielfach grundlegend renovierten Häusern und Wohnungen stieg die Einwohnerzahl wieder auf fast 3.000 im Jahr 2020.

## Vereine
- Bürgerverein Parksiedlung e. V. seit 1987 Sprachrohr der Bevölkerung in der Parksiedlung.[4]
- Wir in der Parksiedlung (WiPs), seit 2016 ein Projekt für eine sozialraumorientierte Quartiersentwicklung.[5]

## Verkehr
Die Parksiedlung ist mit vier Haltestellen für den öffentlichen Personennahverkehr erschlossen. Die Buslinie 122 Esslingen – Stuttgart Flughafen bedient die Haltestelle Robert-Koch-Straße, die Buslinie 130/131 Esslingen – Heumaden/Kemnat bedient die Haltestellen Robert-Koch-Straße, Herzog-Philipp-Platz und Parkstraße. Bis zu ihrer Einstellung im Jahr 2000 bediente die ehemalige Buslinie 130 Nellingen – Kemnat ebenfalls diese drei Haltestellen. Bis 31. Dezember 2015 wurden die Busverkehre von der END Verkehrsgesellschaft mbH durchgeführt, ab dem 1. Januar 2016 übernahm die Firma Gerhard Ruffner aus Kemnat (seit 2014 ein Tochterunternehmen der Firma Schlienz-Tours mit dem Namen GR Omnibus GmbH (GRO)) den Gesamtverkehr auf den Linien 122 und 131 unter dem Markennamen FilderExpress.
Seit dem Fahrplanwechsel zum 11. Dezember 2016 wurde die Parksiedlung mit der Haltestelle Robert-Koch-Straße Teil der neu gegründeten Nachtbuslinie N 22. Diese befördert an den Wochenenden Personen von Esslingen auf die Fildern.
Seit dem Jahr 2000 ist die Parksiedlung mit einer gleichnamigen Haltestelle an das Stuttgarter Stadtbahnnetz angeschlossen, wobei die Haltestelle auf der Grenze zwischen den Stadtteilen Parksiedlung und Scharnhauser Park liegt. Die Haltestelle wird von folgenden Linien der SSB bedient:
- Ostfildern – Heumaden – Sillenbuch – Stuttgart Hauptbahnhof – Zuffenhausen – Mönchfeld
- Ostfildern – Heumaden – Sillenbuch – Degerloch – Möhringen – Vaihingen